# NGC 7057
NGC 7057 ist eine elliptische Galaxie vom Hubble-Typ E im Sternbild Mikroskop am Südsternhimmel. Sie ist rund 240 Millionen Lichtjahre von der Milchstraße entfernt.
Das Objekt wurde am 2. September 1836 von John Herschel entdeckt.